# Ferrate
Ferrate è una frazione di Alto Sermenza in Valsesia. Il paese si trova in Val d'Egua lungo la riva dell'omonimo torrente, sulla strada per Carcoforo, ad un'altitudine di 1158 metri sul livello del mare.

## Storia
La parrocchia divenne autonoma da Rimasco nel 1722. Fino alla prima metà dell'Ottocento Ferrate era un comune autonomo, dal quale dipendevano le frazioni di Balmella, Molino Caferagotti, Oro e Campo Ragoccio. Contava 230 abitanti. Venne unito al comune di Rimasco con Regie Patenti del 10 gennaio 1835 del Regno di Sardegna.

## Edifici di interesse
Degni di nota sono l'Oratorio di San Giovanni Battista, la cui costruzione risale al XV secolo od un'epoca anteriore e che contiene affreschi attribuiti a Teseo Cavallazzi, e la chiesa dell'Assunta o Madonna delle Ferrate, affiancata da un campanile, e costruita su di un precedente oratorio seicentesco. Un piccolo dipinto della Vergine, custodito nella chiesa dietro un'inferriata, sarebbe stato protagonista di un miracolo, da cui il nome di Madonna delle Ferrate.